# Пісняр-лісовик барбудський
Пісняр-лісовик барбудський (Setophaga subita) — вид горобцеподібних птахів родини піснярових (Parulidae). Поширений на Малих Антильських островах.

## Поширення
Вид є ендеміком Барбуди (Антигуа і Барбуда), де помірно поширений у західних частинах острова. З невідомих причин цей вид менш поширений на східній половині і ще рідше на східній третині острова. Його природним середовищем існування є сухі тропічні чагарники поблизу водно-болотних угідь. Він переносить значні рівні деградації середовища проживання та успішно пристосувався до випасу великої рогатої худоби та кіз у межах свого ареалу.

## Опис
Дрібний птах, завдовжки 12-13,5 см і вагою 5-8 грам. Оперення його верхніх частин переважно блакитно-сіре, а нижніх інтенсивно-жовте, за винятком нижньої частини хвоста, яка біла. Має жовті надбрівні та серповидні смуги під очима, а на крилах тонку білувату смужку. Його дзьоб сіруватий і загострений.